# Ronnie Quintarelli
Ronnie Quintarelli, né le 9 août 1979 à Vérone, est un pilote automobile italien. Il participe depuis 2005 au championnat Super GT.

## Biographie

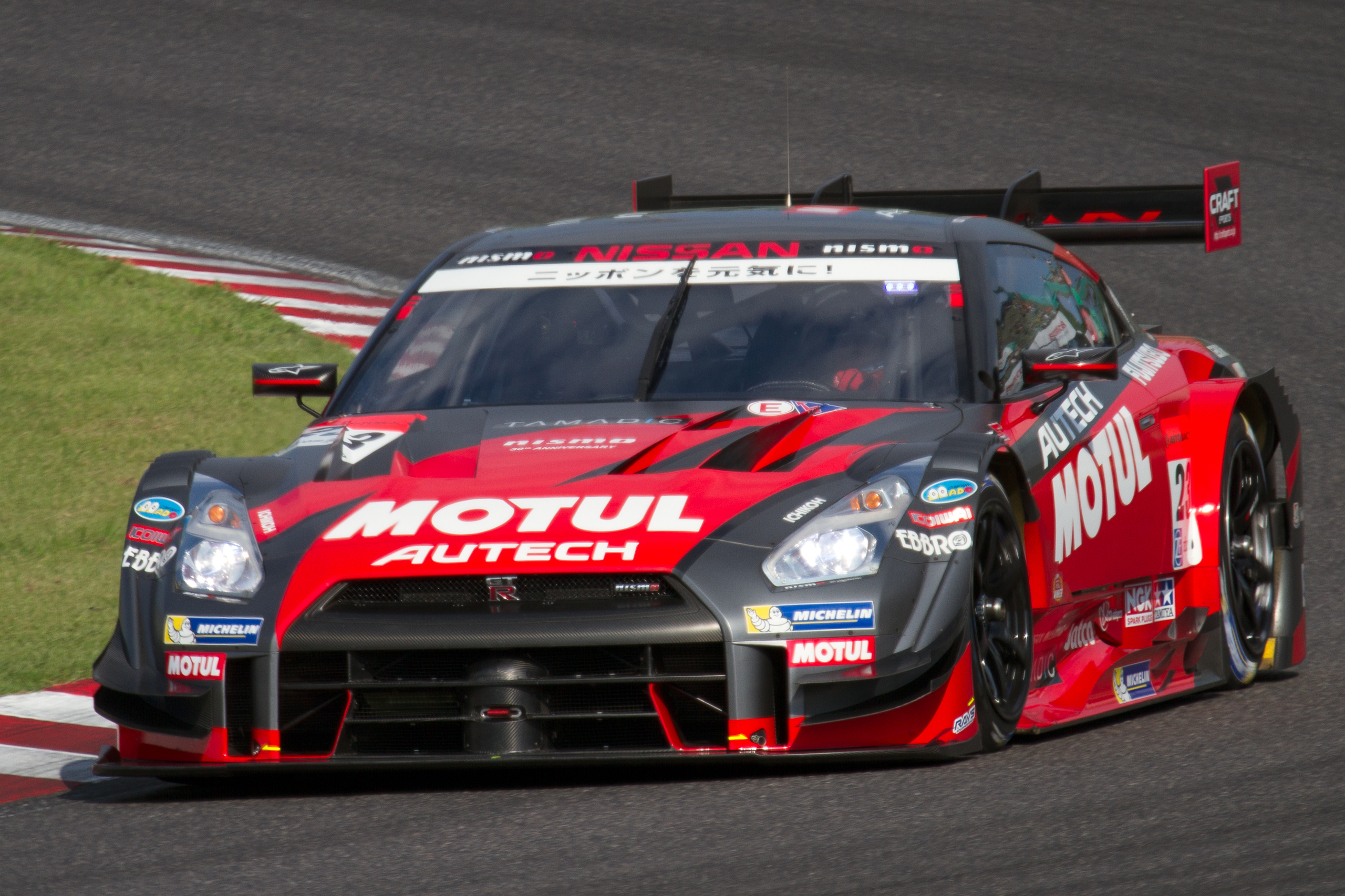
Ronnie Quintarelli, Super GT Suzuka 2014.

Après des débuts en karting, Ronnie quintarelli commence sa carrière en 2000 avec la Formule Renault 2.0 et le Championnat d'Italie de Formule Renault. En 2002, il évolue en Formule Volkswagen où il remporte le titre de vice-champion.
À partir de 2003, il quitte l'Europe pour le Japon ou il s'engage en Championnat du Japon de Formule 3. Il termine 2e du championnat lors de sa première saison en ne remportant aucune victoire mais en multipliant les podiums. L'année suivante lui apporte son premier titre de Champion du Japon de Formule 3. Dès lors, il suit le parcours de nombreux pilotes au Japon en cumulant à partir de 2005 des engagements en Formula Nippon et en Super GT.

## Palmarès

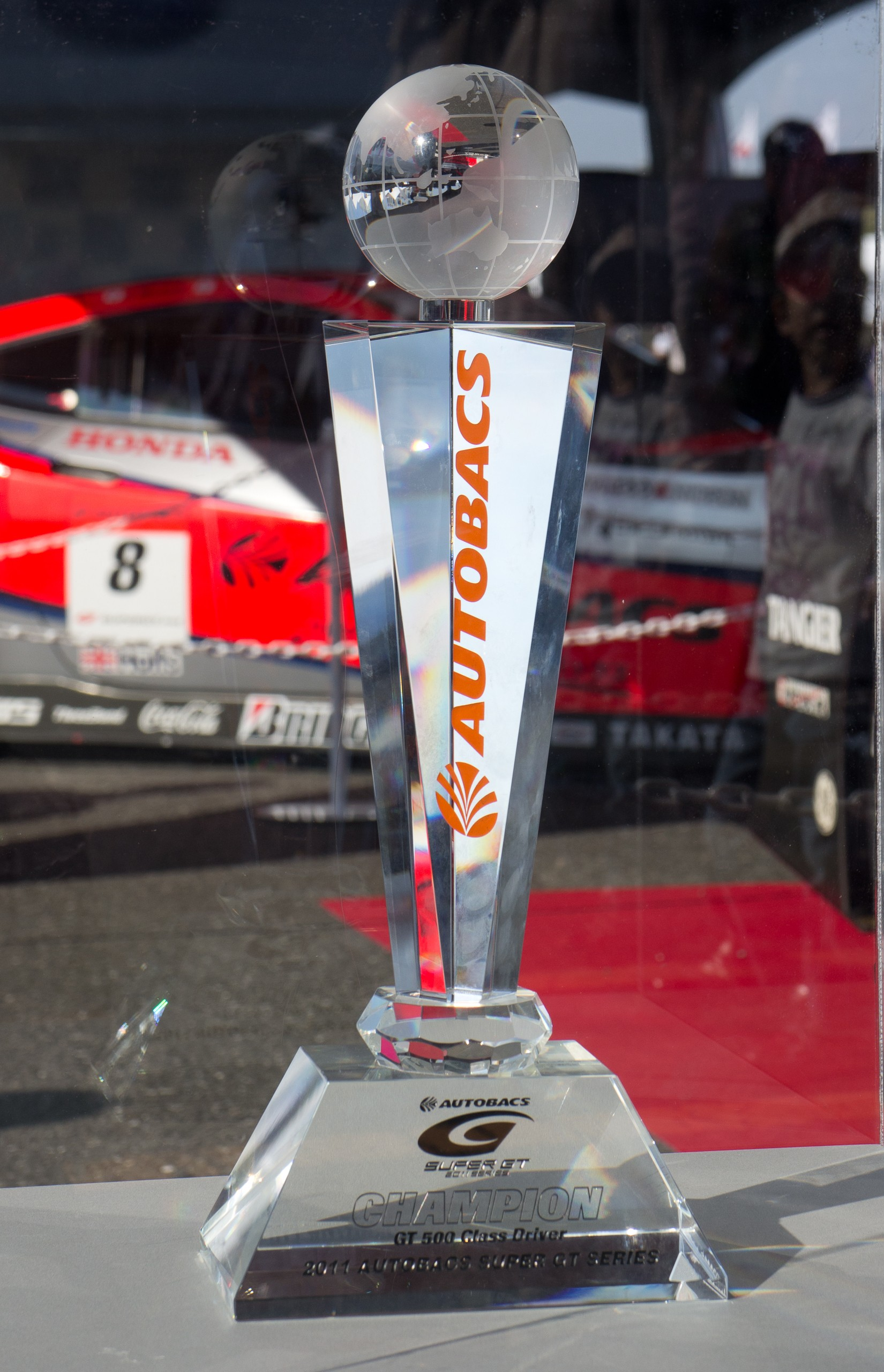
Le trophée 2011 de Super GT

- Championnat d'Italie de Formule Renault
  - 3e en 2000

- Formule 3
  - 2e du Championnat du Japon de Formule 3 en 2003
  - Champion du Japon de Formule 3 en 2004

- Super GT
  - Champion en 2011 et 2012

- Vainqueur des 1 000 kilomètres de Suzuka en 2005

## Distinctions
- Officier de l'ordre de l'Étoile d'Italie en 2016[1].